# Município de Washington (condado de Coshocton, Ohio)
O município de Washington (em inglês: Washington Township) é um município localizado no condado de Coshocton no estado estadounidense de Ohio. No ano de 2010 tinha uma população de 760 habitantes e uma densidade populacional de 12,19 pessoas por km².

## Geografia
O município de Washington encontra-se localizado nas coordenadas 40° 12′ 04″ N, 82° 02′ 37″ O. Segundo a Departamento do Censo dos Estados Unidos, o município tem uma superfície total de 62.35 km², da qual 62,29 km² correspondem a terra firme e (0,1 %) 0,06 km² é água.

## Demografia
Segundo o censo de 2010, tinha 760 pessoas residindo no município de Washington. A densidade populacional era de 12,19 hab./km². Dos 760 habitantes, o município de Washington estava composto pelo 97,76 % brancos, o 0,92 % eram afroamericanos, o 0,13 % eram asiáticos, o 0,13 % eram de outras raças e o 1,05 % eram de uma mistura de raças. Do total da população o 1,18 % eram hispanos ou latinos de qualquer raça.